# Arcabuz
Arcabuzeiro dos anos 1600.
O arcabuz (do francês arquebuse, do alemão Hakenbüchse e do neerlandês hakebus) é uma antiga arma de fogo portátil, sendo um tipo de bacamarte. Era chamada vulgarmente de espingarda nas crónicas portuguesas do século XVI.